# Nzingha Prescod
Nzingha Elaine Prescod (ur. 14 sierpnia 1992 w Brooklynie) – amerykańska florecistka, czterokrotna medalistka mistrzostw świata.
W 2008 roku zdobyła złoty medal w indywidualnej rywalizacji kadetów na mistrzostwach świata juniorów w Acireale. Na rozgrywanych rok później mistrzostwach świata juniorów w Belfaście powtórzyła ten wynik, zdobywając także złoto drużynowo. Następnie zdobyła złoto indywidualnie i srebro drużynowo na mistrzostwach świata juniorów w Jordanii w 2011 roku. Ponadto zdobyła drużynowo srebro na mistrzostwach świata juniorów w Moskwie w 2012 roku.
Podczas mistrzostw świata w Moskwie w 2015 roku wywalczyła brązowy medal w turnieju indywidualnym. Wyprzedziły ją jedynie dwie Rosjanki: Inna Dierigłazowa i Aida Szanajewa. Na rozgrywanych trzy lata później mistrzostwach świata w Wuxi Amerykanki w składzie: Lee Kiefer, Margaret Lu, Nzingha Prescod i Nicole Ross zdobyły drużynowo złoty medal. W tej samej konkurencji zdobyła też srebro na mistrzostwach świata w Lipsku (2017) i brąz na mistrzostwach świata w Budapeszcie (2019).
Wystartowała na igrzyskach olimpijskich w Londynie w 2012 roku, gdzie drużynowo była szósta, a indywidualnie odpadła w drugiej rundzie. Na rozgrywanych cztery lata później igrzyskach olimpijskich w Rio de Janeiro zajęła jedenaste miejsce w turnieju indywidualnym.
Ponadto wywalczyła złoto drużynowo i srebro indywidualnie na igrzyskach panamerykańskich w Guadalajarze (2011) oraz srebro drużynowo na igrzyskach panamerykańskich w Toronto (2015).
Studiowała ekonomię na Columbia University.